# Слепцовская (станция)
Слепцо́вская (ингуш. Слепцовскера) — железнодорожная станция Минераловодского региона Северо-Кавказской железной дороги, находящаяся в городе Сунжа республики Ингушетия.

## Описание
Станция расположена на северной окраине города Сунжа, в 2 км юго-восточнее Аэропорта Магас. Станция является конечной на железнодорожной линии «Беслан — Слепцовская».
В комплекс вокзала станции входит: основное здание вокзала, перрон, железнодорожные пути, ангары, привокзальная площадь. В здании вокзала размещено отделение почтовой связи Почты России.

Вокзал и привокзальная площадь расположены перпендикулярно улицы Рабочая — главной улицы станицы Орджоникидзевской, проходящая через весь населенный пункт. Рядом с вокзалом находится автобусная остановка.
Вокзал станции Слепцовская относится к классу III.
По занимаемой площади вокзал относится к малым.
По расположению относительно перронных путей вокзал является продольным.

## Историческая справка

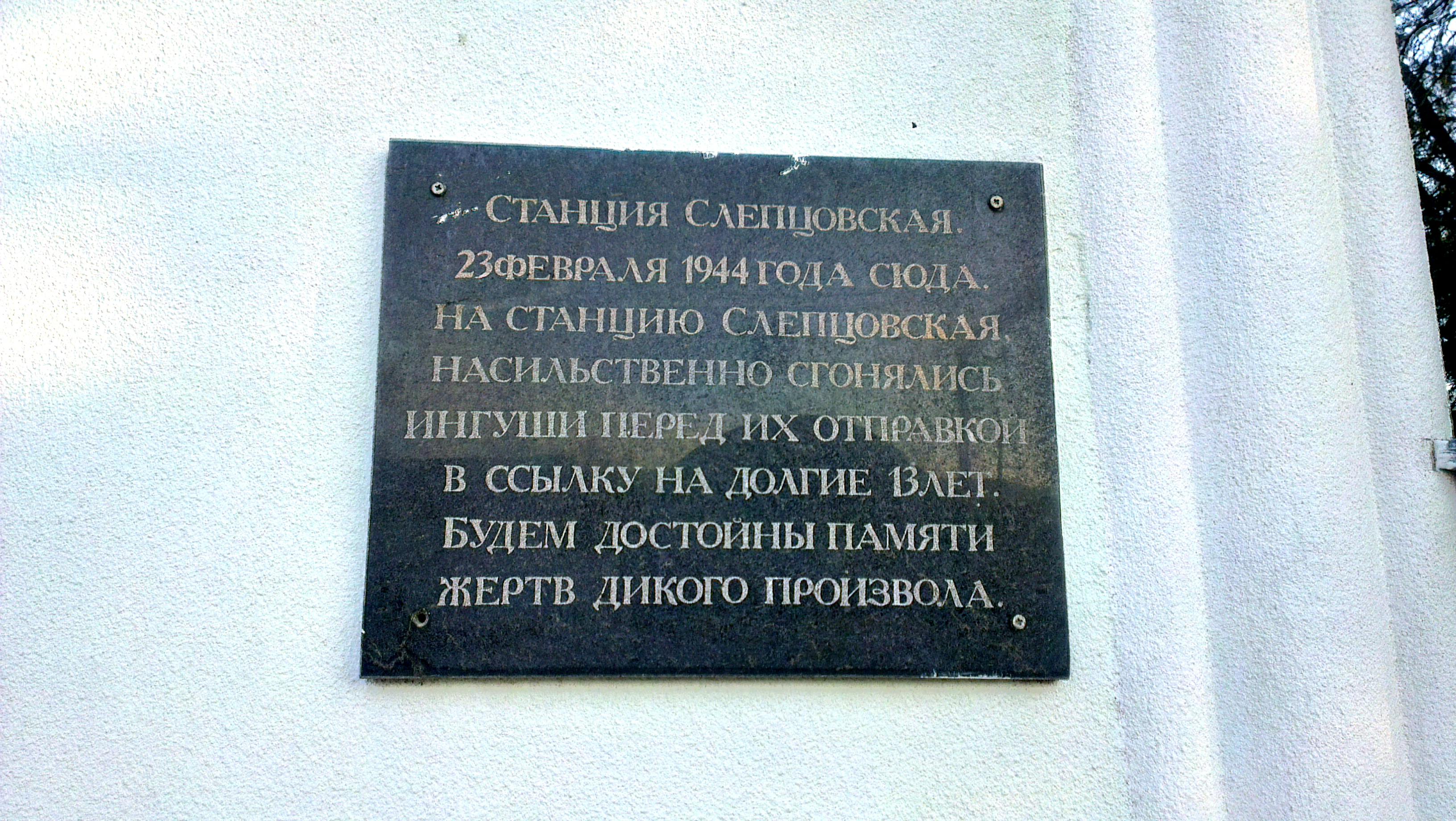
Памятная табличка на стене здания станции, посвященная депортации ингушского народа в 1944 году.

9 февраля (27 января) 1913 года у станции Слепцовская на подъёме от поезда с нефтяными цистернами оторвались 40 цистерн и покатились назад. Развив большую скорость, оторвавшаяся часть поезда с цистернами столкнулись с товарным поездом в 4 верстах от станции Серноводск. Было разбито и повреждено в обоих поездах свыше 30 вагонов. Во вспыхнувшем пожаре погибло 2 поездных служащих.

В 1915 году была введена в эксплуатацию железнодорожная линия Прохладная — Гудермес, в которую также входила Станция Слепцовская.

23 февраля 1944 года на станцию Слепцовская насильственно сгоняли ингушей и в товарных вагонах оправляли в ссылку в Казахстан и Среднюю Азию. В память об этом преступлении на стене здания вокзала установлена памятная табличка.

Во время боевых действий на территории Чеченской Республики железнодорожный участок от станции Слепцовская до станции Грозный был разрушен и разобран. Так станция Слепцовская оказалась тупиковой на линии «Беслан — Слепцовская».

## Операции
Станция осуществляет следующие операции:
- Продажа пассажирских билетов
- Прием и выдача повагонных отправок грузов, допускаемых к хранению на открытых площадках станций.
- Прием и выдача мелких отправок грузов (крытые склады)
- Прием и выдача грузов повагонными и мелкими отправками, загружаемых целыми вагонами, только на подъездных путях и местах необщего пользования.[6]
- Прием и выдача повагонных отправок грузов, требующих хранения в крытых складах станций.

По состоянию на 2009 год станция неэлектрифицирована (демонтирована контактная сеть). Движение осуществляется на тепловозной тяге.
По состоянию на 2024 год, пассажирских перевозок на станции нет.